# کاترین کروگر
کاترین کروگر (آلمانی: Katrin Krüger؛ زادهٔ ۱۰ آوریل ۱۹۵۹) بازیکن هندبال اهل آلمان بود.